# Niżnia Nowa Szczerbina
Niżnia Nowa Szczerbina (ok. 1815 m) – wąska przełączka w zachodniej części słowackich Tatr Bielskich, w grani Kominów Zdziarskich. Znajduje się pomiędzy Nową Basztą na północy (ok. 1830 m), a Nowym Zębem na południu (ok. 1830 m). Na zachód do Nowej Doliny opada z niej na rozległy trawnik ściana o wysokości kilkunastu metrów. Na wschodnią stronę do Doliny Hawraniej opada urwiskiem wspólnym z Nową Basztą i Nowym Zębem.
Nazwę przełęczy nadał Władysław Cywiński w 4 tomie przewodnika Tatry. Pierwsze przejście:
granią od Niżniego Nowego Przechodu na szczyt Nowego Wierchu: Vladimir Tatarka i Martin Pršo 21 października 1987 r. Według Władysława Cywińskiego byli to jedyni ludzie na tej przełęczy.
Znajduje się w zamkniętym dla turystów i taterników obszarze ochrony ścisłej Tatrzańskiego Parku Narodowego).